# Grania
Grania je rod morskih črvov iz družine Enchytraeidae.
Črvi iz tega rodu živijo v peščenih tleh mnogih svetovnih morij in v dolžino dosežejo največ do okoli 2 cm. Do danes so v ta rod uvrstili 71 vrst.